# Прилепец
Прилепец (на македонска литературна норма: Прилепец) е село в южната част на Северна Македония, община Прилеп.

## География
Прилепец е високопланинско село, разположено в Дрен планина, южно от общинския център Прилеп.

## История
Североизточно над Прилепец е античната и средновековна крепост Марков зид.
В XIX век Прилепец е изцяло българско село в Прилепска кааза на Османската империя. Манастирската църква „Свети Никола“ е от 1872 година. В „Етнография на вилаетите Адрианопол, Монастир и Салоника“, издадена в Константинопол в 1878 година и отразяваща статистиката на населението от 1873 година, Прилепец (Prilépetz) е посочено като село с 15 и 66 жители българи.
Според статистиката на Васил Кънчов („Македония. Етнография и статистика“) от 1900 година Прилѣпецъ има 140 жители, всички българи християни.
На Етнографската карта на Битолския вилает на Картографския институт в София от 1901 година Прилепец е чисто българско село в Прилепската каза на Битолския санджак с 22 къщи.
В началото на XX век българското население на селото е под върховенството на Българската екзархия. По данни на секретаря на екзархията Димитър Мишев („La Macédoine et sa Population Chrétienne“) през 1905 година в Прилепец има 176 българи екзархисти.
В 1912 година по време на Балканската война в селото влизат сръбски части и след Междусъюзническата през лятото на 1913 година Прилепец остава в Сърбия. През лятото на 1913 година край Прилепец със сръбски части се сражава четата на ВМОРО на войводата Ангел Богев Джанов.
По време на българското управление на Вардарска Македония през Първата световна война Прилепец е център на община в Прилепска околия и има 142 жители.
Според преброяването от 2002 година селото има 9 жители, всички северномакедонци.

## Личности
Родени в Прилепец
- Атанас Богоев Мицев - Джамот (1872 - 1957), български революционер
- Траян Илиев Секулов, български революционер
- Цветан Богоев Мицев (1880 - след 1943), български революционер, деец на ВМОРО, македоно-одрински опълченец, 2-ра рота на 11-а серска дружина.[10]
- Георги Хр. Цинцаров, кметски наместник на селото по време на българското управление през 1941-1944 година

Починали в Прилепец
- Валентин Хараламбиев Златарев, български военен деец, подпоручик, загинал през Първата световна война[11]
- Стефан Базерковски (1921 – 1942), Киро Нацев-Фетах, Борка Спасески-Влачарот, Стеван Базеркоски, Стеван Димески, Димче Мирчески, Гога Янкуловски, Пройче Найдоски-Сокле, Бошко Йосифовски и Менде Бошкоски, югославски партизани от НОПО „Гьорче Петров“, загинали край Прилепец на 19 декември 1942 година
- Пройче Найдоски (1920 - 1942) български дезертьор и югославски партизанин.